# Kateřina Červenková
Kateřina Červenková, rozená Vondrovicová (* 26. května 1952, Polička) je česká muzikoložka, lexikografka a klavíristka.

## Život
Většinu mladistvého věku strávila na Vysočině, značně ovlivněna ve směřování k umění svými prarodiči (dědeček Vladimír Šindler byl řídící učitel a malíř-krajinář), strýcem (grafik Jiří Šindler) i okruhem jeho přátel vrstevníků (výtvarníci Dalibor Chatrný, Jiří John, Stanislav Kolíbal, manželé Mrázkovi, Adriena Šimotová, básník a překladatel Jan Vladislav). Již od dětství se tak formoval její vztah k umění, kultuře a vzdělání. V sedmi letech začala v Praze navštěvovat lidovou školu umění, v osmi letech hrát na klavír. Dětské zaujetí vyrostlo během několika let v podstatnou součást života, která po dokončení základní devítileté školy vyústila ve studium na Pražské konzervatoři (1967–1973, klavírní hra u Vladimíra Topinky). Tuto střední školu absolvovala roku 1973 veřejným absolventským vystoupením a písemnou diplomovou prací na téma „Bohuslav Martinů – Instruktivní skladby pro klavír“.
Prohloubený zájem o muzikologické otázky ji po absolutoriu konzervatoře přivedl na Filozofickou fakultu Univerzity Karlovy, kde v letech 1973–1978 vystudovala jako posluchačka řádného studia obory hudební věda – čeština. Ve studentských vědeckých soutěžích získala mj. 4. cenu za práci „Vladimír Topinka jako klavírní pedagog“. Studium na FF UK uzavřela v roce 1978 státní závěrečnou zkouškou s vyznamenáním a obhájila diplomovou práci „České klavírní umění po roce 1945“. V roce 1989 získala na téže fakultě titul PhDr. K jejím mimohudebním zájmům patří zejména výtvarné umění.

## Umělecká činnost
Jako posluchačka Pražské konzervatoře absolvovala recitálová vystoupení v českých městech (Liberec, Zruč nad Sázavou, Kralupy, Rakovník) a podílela se na kulturním životě rodného města (vernisáže výstav). Pozornost tisku na sebe strhla zejména světovou premiérou (Polička 19. ledna 1972) tehdy nově objevené brilantní skladby Bohuslava Martinů Scherzo pro klavír, složené v Paříži roku 1924. V jejím repertoáru byla zastoupena klasika (např. L. van Beethoven, Sonáta č. 8 c-moll, op. 13, Patetická; W. A. Mozart, Koncert pro klavír a orchestr d-moll, K.V. 466) i hudba 20. století (např. P. Eben, Malé portréty pro klavír). Na soutěžích v hudební interpretaci filozofických a pedagogických fakult získala druhou cenu za interpretaci klavírního cyklu V mlhách Leoše Janáčka.
V letech 1974-1992 byla členkou ženského pěveckého sboru Iuventus Paedagogica (sbormistr Jiří Kolář), s nímž absolvovala řadu koncertních cest a soutěží (ocenění na prestižních mezinárodních sborových soutěžích ve městech Arezzo, Arnhem, Cork, Langollen, Middlesborough, Neerpelt aj.).

## Vědecká, popularizační a organizační činnost
První zaměstnání ji přivedlo k soustavné lexikografické práci. V letech 1978–1993 pracovala v Encyklopedickém institutu ČSAV jako specialistka pro obory hudba a divadlo, posléze jako tvůrčí pracovnice a vedoucí oddělení věd o umění. Výsledkem této náročné činnosti jsou stovky jejích encyklopedických hesel v rozmanitých lexikografických publikacích, na nichž je patrná preciznost i hluboký kulturní záběr. Tato její obecně ceněná aktivita pokračovala i po 31.12.1992, kdy byl Encyklopedický ústav zrušen. Od 15.2.1993 pracuje na Ministerstvu průmyslu a obchodu České republiky v organizační pozici jako referent státní správy.
Osudovým se pro ni ukázalo setkání se skladatelem Petrem Ebenem během studií na FF UK, kde Eben vyučoval. Vyústilo totiž v trvalé studium života a díla tohoto vynikajícího českého skladatele, jehož se stala přední biografkou a promotérem s významným přesahem do zahraničí. Její práce věnované Ebenovi vynikají jasným slohem, myšlenkovou ukázněností, logikou výstavby i důkladnou historickou znalostí. Mají též do velké míry - díky vzájemnému osobnímu vztahu s Ebenem a jeho rodinou - pečeť vzácné autenticity. Jejich kvalitu dokládá navenek i zahraniční zájem o ně (základní monografie vyšla v německé mutaci v Mainzu, italský překlad následoval).
Vztah k rodnému městu Polička a k Vysočině se promítl do několika prací věnovaných poličskému rodákovi Bohuslavu Martinů, studium klavírní hry se pak odrazilo v textech zabývajících se klavírním uměním, zejména české provenience. Spolupracovala též s mezinárodním hudebním festivalem Pražské jaro, pro nějž připravovala programové statě, zaměřené zejména na oblast klavírní tvorby.

## Knižní monografie
- Petr Eben, 1. vydání nakladatelství BUBU (Miloš Novák, Praha 2, Římská 34), Praha 1993, 2. vydání Panton, Praha 1995 (ISBN 80-7039-218-5), 3. vydání německy Schott Musik International, Mainz 2000 (ISBN 3-7957-0378-6). 4. vydání italsky Zecchini Editore, Varese 2016 (ISBN 978-88-6540-154-5).

## Hesla pro encyklopedická díla
- Malá československá encyklopedie, 6 svazků, Academia, Praha 1985–1987
- Československý biografický slovník, Academia, Praha 1992
- Josef Tomeš a kolektiv, Český biografický slovník XX. století, 3 svazky, nakladatelství Ladislav Horáček – Paseka, Praha – Litomyšl 1999
- projekty Diderot a Ottova nakladatelství.
- Heslo Petr Eben pro hudební encyklopedie Grove a MGG.

## Články a stati
- Korespondence B. Martinů J. Tausikové-Ganzové 1926–1929, in Hudební rozhledy, ročník XVII 1989, č. 6, str. 287-288
- Petr Eben a výchova ke vzdělanosti, in Estetická výchova, ročník 30 1989, str. 44-45
- Všechno se rozhoduje v dětství, in Hudební rozhledy, ročník XLIII 1990, č. 2, str. 86-89 (portrét Ilji Hurníka)
- Nadání a píle, mistrovství a skromnost, in Hudební rozhledy, ročník XLIII 1990, č. 11, str. 495-497 (portrét Jana Panenky)
- Duchovní svět v životě a hudbě Petra Ebena, in Hudební rozhledy, ročník XLIV 1991, č. 9, str. 421-425
- Jan Amos Komenský – inspirace v české soudobé hudbě, in Hudební rozhledy, ročník XLV 1992, č. 3, str. 98-103
- Petr Eben – úsměv v srdci, in Hudební výchova, ročník 7 1999, č. 1, str. 7-8
- Vánoce s Petrem Ebenem, in Hudební rozhledy, ročník 54 2001, č. 12, str. 39-41
- Milníky klavírní hry a literatury, in programová brožura „58. mezinárodní hudební festival Pražské jaro 2003“, Pražské jaro, o. p. s., Praha 2003
- Osudové varhany Petra Ebena, in Hudební rozhledy, ročník 62 2009, č. 1, str. 54-55
- Petr Eben – poslední období života a tvorby, in Hudební rozhledy, ročník 65 2012, č. 10, str. 50-51.

## Výstavy
- „Petr Eben – Poutník labyrintem světa a rájem hudby“, autorská výstava v rámci 14. ročníku Mezinárodní soutěže mladých varhaníků, 15.10.–30.11.2004 Městský dům kultury Petra Bezruče Opava (34 panelů); táž výstava 7.6.–5.7.2009 Městské muzeum Žamberk;
- „Okna do života a díla Petra Ebena“, autorská výstava v rámci 14. mezinárodního varhanního festivalu K poctě Petra Ebena, 6.8.-24.9.2009 bazilika sv. Jakuba v Praze (20 panelů); podílela se na slavnostním otevření Koncertní síně Petra Ebena v Hradci Králové 2010 (2 panely) a na výstavě k Roku české hudby, 10.5.-30.9.2014 Centrum Bohuslava Martinů Polička.